# Tworzymirki Górne
Tworzymirki Górne – wieś w Polsce, położona w województwie dolnośląskim, w powiecie milickim, w gminie Milicz.
| SIMC    | Nazwa   | Rodzaj     |
| ------- | ------- | ---------- |
| 0878346 | Chałupy | przysiółek |

W latach 1975–1998 miejscowość administracyjnie należała do województwa wrocławskiego.